# トーマス・ルッケーゼ
トーマス・ルッケーゼ(Thomas "Tommy" Lucchese, 1899年12月1日 - 1967年7月13日)は、アメリカのイタリア系犯罪組織コーサ・ノストラのニューヨークの5大ファミリーの一つルッケーゼ一家のボス。本名はガエターノ・ルッケーゼ(Gaetano Lucchese)。

## プロフィール

### 初期
シチリア島のパレルモ出身。1911年家族とアメリカに渡り、ニューヨークのハーレム地区に定住した。ハーレムを支配していたモレロ一家の元、ガエタノ・レイナの107丁目ギャングに仲間入りし、泥棒をしていた。機械工として働いたが、1917年、窓清掃会社を設立し、強請の隠れ蓑に使った。1920年、、ロングアイランドのリバーヘッドで自動車窃盗で捕まり、1922年懲役3年を言い渡されたが、特赦により13か月で出所した。1920年代、ドライフルーツに酒を隠す密輸入ビジネスで儲けた。1927年8月、盗品横領の疑いで逮捕され（Thomas Arraという偽名を使っていた）、更に1928年7月、ルイス・ケラスロ殺害容疑で親族ジョゼフ・ロサトと共に逮捕されたが、裁判で無罪となった。

### ガリアーノ一家副ボス
1930年のカステランマレーゼ戦争では、ボスのレイナがジョー・マッセリアの手下に殺されたため、副ボスのトミー・ガリアーノらと共にマッセリアと対立するサルヴァトーレ・マランツァーノの勢力に加わった。1931年4月、マッセリアが殺され、マランツァーノが5大ファミリーを再編した際、ガリアーノ一家の副ボスとなった。1931年9月、マランツァーノは、ラッキー・ルチアーノの首謀により連邦査察官を装ったヒットマン4人に殺害されたが、その殺害について主要な役割を担ったという説がある。
1930年代初期、ユダヤ系ギャングのレプケ・バカルターらと共にマンハッタンのガーメント地区を支配し、高利貸し事業を展開した。1940年代には運輸業界へ足場を広げ、JFK空港などの空港貨物の横流しを仕切った。ニュージャージーではガリアーノから引き継いだ縄張りを、賭博や麻薬などを通じて支配した（The Jersey Crew）。政界とのコネが役立ち、1943年アメリカ市民権を獲得した。1946年12月、全米ギャングの大集会ハバナ会議に参加した。

### ボス時代
1951年のガリアーノの死後、ボスの座を引き継いだ。副ボスにステファノ・ラサール、相談役にヴィンセント・ラオを据えた（両方レイナ時代からの古参）。1957年、当時ニューヨークマフィアのトップに君臨したフランク・コステロを、その副ボスでボスの座を狙うヴィト・ジェノヴェーゼと共にボスの座から追い落とした。更に同年10月、コステロの同盟者であるアナスタシア一家のアルバート・アナスタシアの暗殺に加担したと言われ、カルロ・ガンビーノのボス就任を後押しした。同年11月、アパラチン会議に参集した全米のマフィアの多くが地元警察に拘束された時、ルッケーゼは遅れていて拘束を逃れた（部下のラオらは拘束された）。1959年、ジェノヴェーゼは麻薬取引の罪で収監されたが、一説にジェノヴェーゼを監獄送りにする陰謀に加わっていたとされる。
1962年、政略婚を通じてガンビーノと絆を深め、プロファチ一家のボスには傀儡であるジョゼフ・コロンボを据え、ボナンノ一家のボスのジョゼフ・ボナンノは実質引退に追い込み、ガンビーノと並んでニューヨークマフィアの主導的立場に立った。
ヴィンセント・ラオやジョニー・ディオ、アンソニー・コラッロらビジネスセンスと暴力を兼ね備えた人物を重用し、これらの稼ぎ頭のおかげでルッケーゼはライバルファミリーへ優位に立てたとされる。政界へのコネクションではフランク・コステロに匹敵し、ニューヨーク市長や連邦検事、警察署長などと人脈を持っていた。1952年9月、ニューヨーク州議会の犯罪特別委員会に召喚され、これら権力者とのつながりが暴露された。マフィアの一味であることが知られるまで著名な実業家で通っていた。露出を控え、捜査ターゲットになることを極力避けた。1952年にアメリカ当局より不法入国者と宣告されたが、裁判で巻き返した。夜の歓楽街では、ジミー・デュランテ、フランク・シナトラ、ディーン・マーティンなどのスターと付き合いがあり、後2者とは、マサチューセッツの競馬場の共同パートナーを務めた。部下に対して公正で、人望のあるボスと言われた。

### 死去
1967年に手術不能の脳腫瘍で死亡し、葬儀には警察関係者、裁判官、政治家ほか、彼の配下など1000人以上が参列した。彼の墓石には、"Thomas Luckese"と刻まれた。 ルッケーゼは死に当たってアンソニー・コラッロを後継者に指名していたが、当時彼は獄中にいたためにコミッションにより代理としてカポレジームのカーマイン・トラムンティがボスに任命された（コラーロは1974年の出所に伴い正式にボスとなる）。

## エピソード
- 1931年7月、ルチアーノやジョー・ビオンドと共にクリーブランドンでヘビー級ボクシングマッチを観戦していたとされる。リングサイドで試合を全部見ないまま警察に連行され、すぐ釈放されたという[6][注釈 2]。
- あだ名をトミー・"スリー・フィンガー"・ブラウン(Tommy "Three Finger" Brown)と言うが、これは1915年に事故により右手の親指と人差し指を失い、三本指となったことからきている。ルッケーゼのいるところでこのあだ名をいう勇気のある者はいなかった[8]。
- 1963年ヴァラキのマフィアの内幕暴露についてナッソー郡検事に尋問された時、「ヴァラキは気が触れている。どんな種類のコーサ・ノストラも知らない。私が所属しているのはコロンブス騎士会だけだ」と答えた[6]。